# Михайлов, Михаил Иванович (генерал-лейтенант милиции)
Михайлов Михаил Иванович (14 октября 1937 — 21 мая 2018) — житель блокадного Ленинграда, заслуженный работник МВД СССР, Заслуженный юрист РСФСР, Первый заместитель Начальника ГУВД Ленгороблисполкомов (1989—1991), генерал-майор милиции. Самый молодой генерал МВД СССР, которого при жизни называли легендой Ленинградского уголовного розыска.

## Биография
Михаил Иванович родился 14 октября 1937 года в семье рабочих. Во время блокады находился в осаждённом Ленинграде.
На службу в уголовный розыск пришёл после окончания в 1957 году Ленинградской специальной школы милиции. В 1964 году окончил юридический факультет Ленинградского государственного университета им. Жданова. Михаил Иванович прошёл путь от рядового оперативника районного отдела внутренних дел до одного из руководителей Ленинградской Краснознамённой милиции.
С 1957 по 1961 год служил в должностях оперуполномоченного и старшего оперуполномоченного Ждановского РУВД Ленинграда. В 1961 году переведён на должность оперуполномоченного отдела уголовного розыска Управления охраны общественного порядка города Ленинграда. С 1963 года занимает руководящие должности в отделе уголовного розыска Ленинградской милиции, в 26 лет руководит уголовным розыском Ленинградской области. С 1968 по 1972 год — становится начальником Управления уголовного розыска УВД ГУВД Леноблгоисполкомов, а с 1977 года одновременно становится заместитель начальника Главного управления внутренних дел Леноблгорисполкомов. С 1989 года — первый заместитель начальника Ленинградской милиции.
Михаил Иванович лично принимал участие в раскрытии многих тяжких и особо опасных преступлений. В 1973 году, будучи начальником Управления уголовного розыска ГУВД Леноблгорисполкома М. И. Михайлов руководил расследованием преступления, связанного с убийством военнослужащего, хищением военного оружия и убийством гражданских лиц («Дело автоматчиков»). В 1986 году курировал ход расследования серии убийств женщин в поселке Каменка Ленинградской области. Участвуя в расследовании преступления Сакалаускаса в 1987 году, вёл первый допрос задержанного в Крестах.
Эффективно руководил повседневной работой подразделений оперативных служб города и области, принимал личное участие в руководстве операциями по обезвреживанию и задержанию особо опасных преступников, передал опыт и подготовил достойную смену. Является автором книги «Раскрытие преступлений» с помощью агентурного аппарата и других методов оперативной работы, ставшей хрестоматией для начинающих сыщиков 80-х Принимал участие в создании и консультировал такие фильмы как «Мой друг Иван Лапшин» (1984), «Чужие здесь не ходят» (1985) и др.
Закончил службу в 1991 году в звании генерал-майора милиции.
Михаил Иванович скончался 21 мая 2018 года.

## Награды
Михаил Иванович являлся почётным членом Совета ветеранов УУР ГУ МВД России по г. Санкт-Петербургу и Ленинградской области. Как житель блокадного Ленинграда, имел статус «Ветеран войны». Награждён двумя Орденами Красного Знамени, Орденом Красной Звезды, а также многочисленными медалями, в том числе — «За безупречную службу в МВД» I, II и III степени, «За доблестный труд», «Ветеран труда», знаком «Отличник милиции» и многими другими наградами.

## Семья
Жена: Михайлова Валентина Васильевна — педагог, художник, в браке 50 лет. Воспитали двух сыновей.